# Sassocorvaro
Sassocorvaro là một đô thị ở tỉnh Pesaro và Urbino trong vùng Marche, nằm cách 80 km về phía tây của Ancona và khoảng 35 km về phía tây nam của Pesaro.
Sassocorvaro giáp các đô thị sau: Auditore, Lunano, Macerata Feltria, Mercatino Conca, Monte Cerignone, Piandimeleto, Tavoleto, Urbino.